# 17è Cos (Regne Unit)
El XVII Cos Britànic va ser un cos d'infanteria britànic durant la Primera Guerra Mundial.

## Història
El XVII Cos britànic es va formar a França el gener de 1916 sota el comandament del tinent general Julian Byng. A l'abril de 1917 el cos va atacar a l'est d'Arràs prop del riu Scarpe però es va quedar empantanat per la pluja i la neu. No obstant això, el Cos va mantenir la línia a Arràs, va continuar mantenint-la fins al 1918 i després va trencar la línia Hindenburg en el seu punt més fort el setembre de 1918.

## Oficials generals al comandament
Els comandants incloïen:
- Tinent general Sir Sir Charles Anderson - 9 de desembre de 1915 - 12 de febrer de 1916
- Major-general Edward Montagu-Stuart-Wortley (en funcions) - 12 de febrer - 27 de febrer de 1916
- Tinent general Julian Byng - 27 de febrer - 25 de maig de 1916[4]
- Tinent general Sir Charles Fergusson - 25 de maig de 1916 - novembre de 1918[3]